# Nico Mansvelt
Nicolaas (Nico) Mansvelt (Wassenaar, 30 juli 1852 – Haarlem, 6 februari 1933) was een Nederlands/Zuid-Afrikaans professor in moderne talen, die evenwel nooit daarvoor gestudeerd had.

## Biografie
Hij was zoon van korenmolenaar Cornelis Mansvelt en boerendochter Alida van Egmond. Hij is in 1879 tijdens een kort verblijf in Nederland getrouwd met Utrechtse Dorothée Idalie Eugénie Ulrique Schüssler. Hij was ridder in het Legioen van Eer. Het echtpaar ligt met dochter Sara Julie Mansvelt begraven op de Begraafplaats Heemstede.
Alhoewel geboren en overleden in Nederland speelde een groot deel van zijn leven zich af in Zuid-Afrika. Hij haalde in Nederland nog de onderwijzersakte na studies aan de lagere school in Wassenaar, kweekschool (Den Haag) en drie jaar Klokkenberg (1868-1871) in Nijmegen. In 1871 volgde de bevoegdheid om Franse les te geven; in 1872 hetzelfde voor Duits. Hij ging aan de slag bij een onderwijsinstelling te Harlingen.
In Nederland leerde hij predikant Jan Lion Cachet kennen, die in Nederland op zoek was naar een onderwijzer in moderne talen (waaronder Nederlands) om tegenwicht te bieden aan de verengelsing van het onderwijs aan het jongensgymnasium van Stellenbosch. Mansvelt wordt uit acht kandidaten gekozen en trok rond 17 juli 1874 naar Zuid-Afrika. Aan genoemd gymnasium gaf hij in de periode 1872 tot 1891 niet alleen de vakken Frans en Duits, maar ook dus Nederlands, Afrikaans, geschiedenis, aardrijkskunde etc. Het kon de verengelsing niet voorkomen, maar hij kon het wel tot op zekere hoogte vertragen. Om hem te eren benoemde het gymnasium hem tot professor.
Mansvelt trad toe tot de staf. Ondertussen groeide zijn belangstelling voor de Afrikaanse taal, in die mate dat hij in 1890 benoemd werd tot secretaris van de Zuid-Afrikaanse taalbond. Een jaar later werd hij benoemd tot hoofdinspecteur onderwijs en werd hij naar Pretoria geroepen. Hij reorganiseerde het onderwijssysteem, hij stichtte er bijvoorbeeld staatsscholen en normaalscholen waarbij ook lokale onderwijzers liet opleiden. Als in de Tweede Boerenoorlog (1899-1902) de Transvaal wordt bezet, keert hij terug naar Nederland.
Tijdens zijn verblijf in Zuid-Afrika begon hij rond 1898 met het verzamelen van Nederlandse en Afrikaanse liederen, die in het liederboek zouden worden opgenomen van de Nederlands-Zuidafrikaanse Vereeniging. Die Boerenoorlog gooide echter roet in het eten en Mansvelt moest zijn werk vanuit Nederland voortzetten. Het leidde in 1907 tot de uitgave Hollands-Afrikaanse Liederbundel, met in 1927 onder redactie van Joan van Niekerk uit Stellenbosch een herdruk onder de titel Groot Afrikaanse-Hollandse Liederbundel. Dat vormde de basis van het in 1937 uitgegeven F.A.K.-Volkssangbundel.
Eenmaal terug in Nederland was hij, wonende in Heemstede, jarenlang bestuurder van de Voorschotbank in Amsterdam. Hij kreeg een ris onderscheidingen zoals in 1894 een eredoctoraat (honoris causa) aan de Universiteit Utrecht, werd lid van de Maatschappij der Nederlandse Letterkunde in Leiden, en kreeg in 1931 het eredoctoraat van de Universiteit van Stellenbosch.
- Biografisch Portaal: 06454465
- Digitale Bibliotheek voor de Nederlandse Letteren: mans005
- International Standard Name Identifier: 0000 0000 5376 1226
- Library of Congress Control Number: no2006110428
- Nederlandse Thesaurus van Auteursnamen: 069888264
- Virtual International Authority File: 24965885
- WorldCat: E39PBJt3Xb4cM4WQMfyC4dChHC